# メルヴィン・ソコルスキー
メルヴィン・ソコルスキー（Melvin Sokolsky、1933年10月9日 - 2022年8月29日)は、アメリカ合衆国の写真家、映画監督。ニューヨーク市出身。